# بوری‌تگین
بوری‌تگین یا پیری‌تگین یکی از غلامان آلپ‌تگین و حاکم غزنه از ۳۶۴ تا ۳۶۶ قمری بود.

## حکومت
بوری‌تگین جزء غلامان ترک آلپ‌تگین بود و پس از مرگ بلگاتگین در ۳۶۴ قمری/۹۷۵ میلادی به حکومت غزنه رسید. بوری‌تگین مانند اسلافش خود را والی سامانیان می‌دانست. نحوهٔ حکومت او باعث شد مردم از لویک برای حکومت بر غزنه دعوت کنند. ولی سبکتگین وی را دفع کرد. در ۲۷ شعبان ۳۶۶ قمری/۹۷۷ میلادی سربازان ترک، بوری‌تگین را برکنار کردند و سبک‌تگین را به جای وی در مسند حکومت غزنه نشاندند.